# Bag-in-box

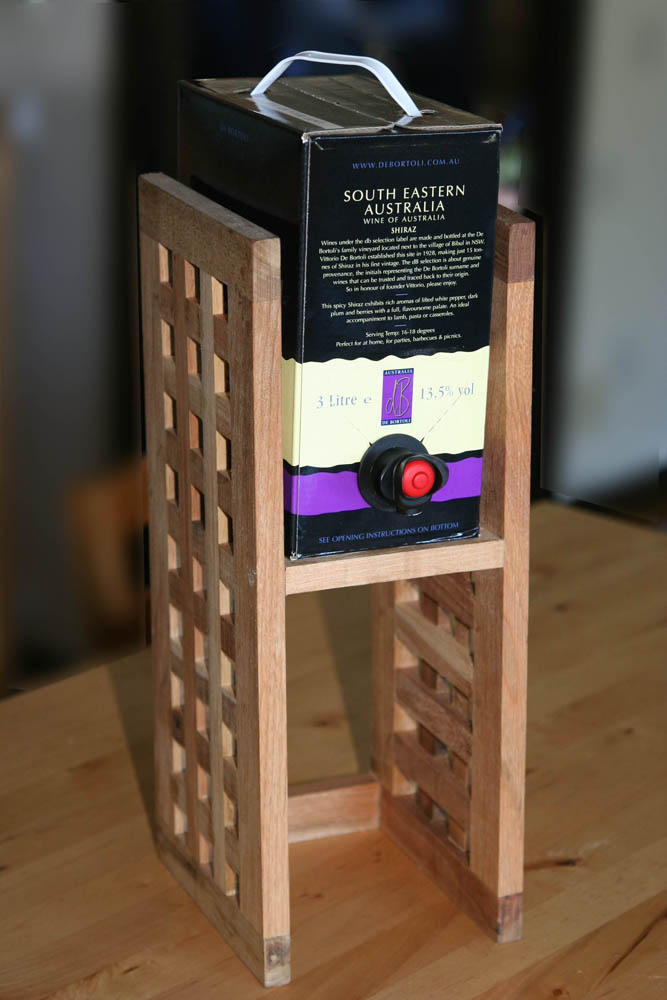
Wijn in bag-in-box

Een bag-in-box is een verpakkingssoort voor vloeistoffen zoals wijn, vruchtensap, melk, siropen.
De bag-in-box is een luchtdichte container bestaand uit een plastic zak in een kartonnen doos. Om de vloeistof te gebruiken moet de gebruiker het karton gedeeltelijk openen en een tapkraan uit de plastic zak halen. Deze kraan is zo ontworpen dat er geen lucht bij de vloeistof kan komen tijdens het tappen en bewaren. Hierdoor kunnen vloeistoffen langer bewaard worden dan in een geopende fles.
De bag-in-box werd uitgevonden door William R. Scholle, van het bedrijf Scholle. Anno 2006 maken ook vele andere bedrijven het product.
Er komen steeds meer soorten wijn die men kan kopen in een bag-in-box. Het begon met rode en witte tafelwijn, enkele jaren later ook rode, witte en rosé landwijnen. In 2005 gingen Franse wijnproducenten deze verpakking gebruiken voor betere soorten wijn, onder meer de duurdere wijnhuizen in de Bordeaux. Dit was enigszins gedwongen door de wijnmarkt, want in Australië, Zuid-Afrika en Chili is deze verpakkingssoort al algemeen. In Australië is de bag-in-box volgens wikiaustralian al sinds 1965 in gebruik.
In Amerika wordt de bag-in-box ook gebruikt voor drinkwater en motorolie.

## Voetnoten
1. ↑  Zie voor meer actuele informatie (2010) http://blogs.tijd.be/wijntijd/2011/01/bordeaux-bibt-er-op-los.html. Gearchiveerd op 4 maart 2016.